# Bruno Schulz
Bruno Schulz (Drohobics, 1892. július 12. – Drohobics, 1942. november 19.) lengyel zsidó író, képzőművész, irodalomkritikus és művésztanár. A 20. század egyik nagy lengyel nyelvű prózaírójaként tartják számon. 1938-ban megkapta a Lengyel Irodalmi Akadémia rangos Arany Babér díját. Számos műve elveszett a holokausztban, köztük az 1940-es évek eleji novellák és utolsó, befejezetlen regénye, a Messiás. Schulzot egy Gestapo-tiszt, Karl Günther lőtte agyon 1942-ben, miközben egy vekni kenyérrel hazafelé sétált a drohobicsi gettó felé.

## Életrajza
Schulz Drohobicsban (Drohobycz), az osztrák Galíciában született, amely történelmileg a Lengyel Királyság része volt a három felosztás előtt, ma pedig Ukrajna része. Az első világháború után Drohobycz a lwówi vajdaság része lett. Bruno Schulz szülei Jakub Schulz ruhakereskedő és Henrietta Schulz (született: Henrietta Kuhmerker) voltak. Már nagyon fiatalon érdeklődött a művészetek iránt. 1902 és 1910 között a drohobicsi Władysław Jagiełło középiskolába járt, ahol kitüntetéssel végzett. Ezután építészetet tanult a Lvivi Műszaki Egyetemen. Tanulmányait 1911-ben betegség szakította félbe, de két év lábadozás után 1913-ban folytatta. 1917-ben rövid ideig építészetet tanult Bécsben. Az első világháború végén, amikor Schulz 26 éves volt, Drohobycz az újjászületett második Lengyel Köztársaság része lett. Schulz visszatért a Władysław Jagiełło Középiskolába, ahol 1924-től 1941-ig kézművességet és rajzot tanított. Munkahelye tartotta szülővárosában, bár nem szerette a tanítást, csak azért maradt, mert ez volt az egyetlen bevételi forrása. Azzal is szórakoztatta magát, hogy az órákon történeteket mesélt diákjainak.
Rendkívüli képzelőerejét az identitások és nemzetiségek fejlesztették: zsidó volt, aki lengyelül gondolkodott és írt, folyékonyan beszélt németül, elmerült a zsidó kultúrában, de nem ismerte a jiddis nyelvet. Konkrét helyi és etnikai forrásokból merített ihletet. Kerülve az utazást, inkább vidéki szülővárosában maradt, amely élete során az egymást követő államokhoz tartozott, vagy amelyek ellen harcoltak: az Osztrák-Magyar Monarchia (1792–1919); a rövid életű Nyugat-Ukrán Népköztársaság (1919); a Második Lengyel Köztársaság (1919–1939); Ukrán Szovjet Szocialista Köztársaság az 1939-es szovjet inváziótól; és a Barbarossa hadművelet során a náci Németország a Szovjetunió elleni német támadást követően 1941-ben. Írásai elkerülték az akkori világesemények kifejezett említését.
Schulzot befolyásos kollégái lebeszélték első novelláinak kiadásáról. Törekvései azonban felfrissültek, amikor több, Debora Vogel barátjának írt levélre is felhívták a tisztségviselők figyelmét magányos életéről, családja és polgártársai életének részleteiről szóló rendkívül eredeti beszámolókat, amelyeket Zofia Nałkowska regényíró, a tekintélyes Lengyel Irodalmi Akadémia ügyvezető tagja figyelmébe ajánlották. Arra biztatta Schulzot, hogy ezeket novellákként tegye közzé. 1934-ben adták ki Sklepy Cynamonowe (Fahajas boltok) címen. Az angol nyelvű országokban leggyakrabban The Street of Crocodiles, a krokodilok utcájaként emlegetik, a cím az egyik fejezetéből származik. A Fahéjboltokat három évvel később a Sanatorium pod Klepsydrą (Homokóra Szanatórium) követte. Az eredeti kiadványokat Schulz illusztrálta; műveinek későbbi kiadásaiban azonban ezek az illusztrációk gyakran kimaradtak, vagy rosszul reprodukálták. 1936-ban segített menyasszonyának, Józefina Szelińskának lefordítani lengyelre Franz Kafka A Per című művét. 1938-ban megkapta a Lengyel Irodalmi Akadémia rangos Arany Babér díját.

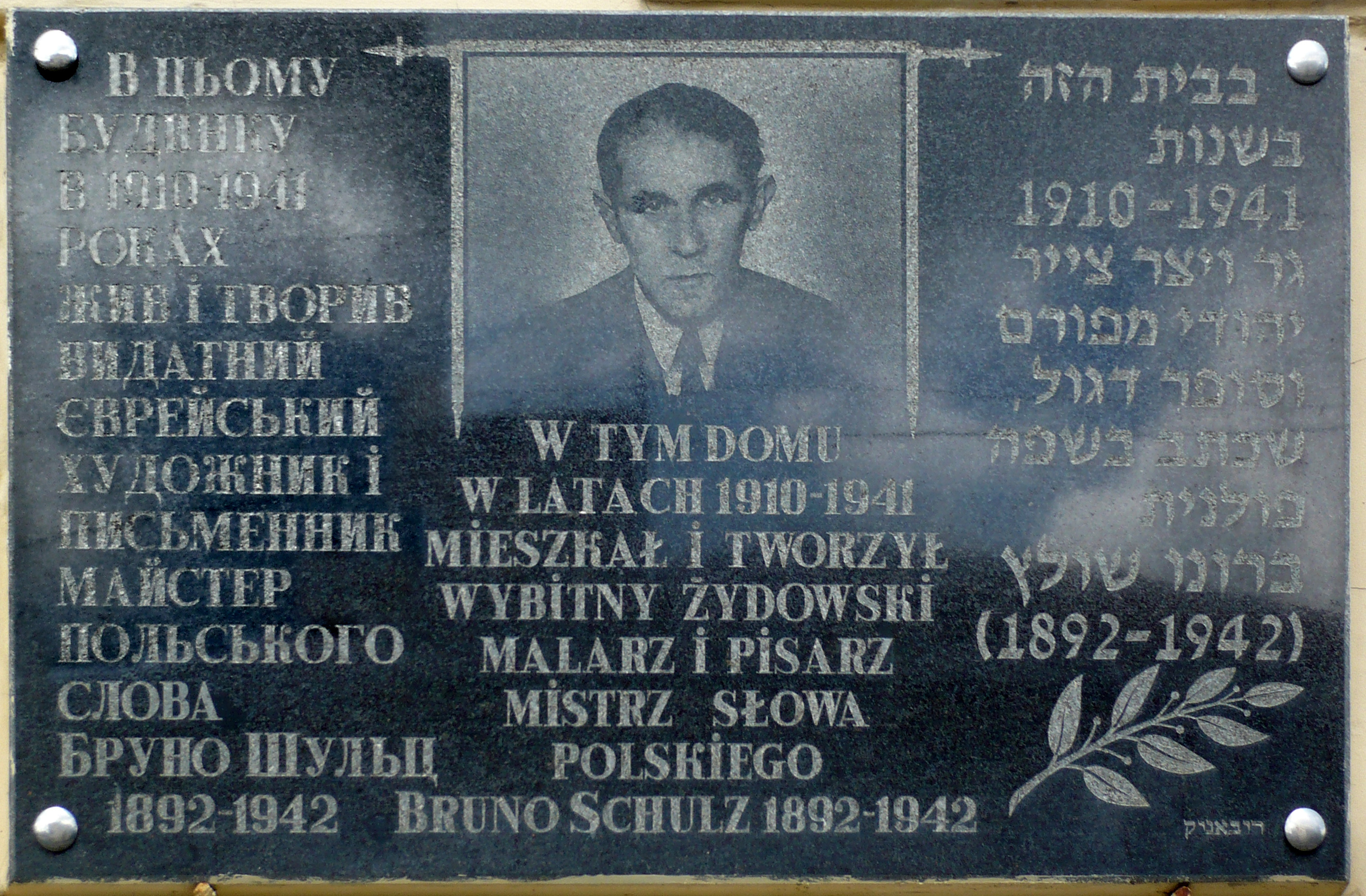
Emléktábla Bruno Schulz házánál a drohobicsi gettóben ukrán, lengyel és héber szöveggel

1939-ben, miután Lengyelországban a második világháborúban a náci és a szovjet invázió során a Szovjetunió megszállta Drohobics-ot, Schulzról ismert volt, hogy a Messiás című regényen dolgozott, de a kéziratnak később nyoma veszett. Amikor a németek 1941-ben megindították a szovjetek elleni Barbarossa hadműveletet, Schulzot az újonnan megalakult Drohobycz gettóba kényszerítették több ezer kifosztott zsidóval együtt, akik többsége a belzeci megsemmisítő táborban pusztult el 1942 vége előtt. Egy náci Gestapo tiszt, Felix Landau azonban csodálta Schulz alkotásait, és védelmet nyújtott neki, aki cserébe falfestményt festett drohobicsi rezidenciájában. Nem sokkal az 1942-es munka befejezése után Schulz egy kenyérrel sétált haza az „árja negyeden” keresztül, amikor egy másik Gestapo-tiszt, Karl Günther pisztollyal lelőtte. Ez a gyilkosság bosszú volt, amiért Landau meggyilkolta Günther saját „személyes zsidóját”, egy Löw nevű fogorvost. Ezt követően Schulz falfestményét átfestették és elfelejtették – csak 2001-ben fedezték fel újra.

## Írásai
Schulz írásos munkáinak mennyisége csekély: A krokodilok utcája (Ulica krokodyli), a Homokóra szanatórium (Sanatorium pod Klepsydra) és még néhány olyan kompozíció, amelyet a szerző nem adott hozzá novellagyűjteményének első kiadásához. 1975-ben megjelent lengyelül Schulz leveleinek gyűjteménye The Book of Letters címmel, valamint számos kritikai esszé, amelyeket Schulz írt különböző újságok számára. Több műve is elveszett, köztük az 1940-es évek elejéről származó novellák, amelyeket a szerző magazinokba küldött, és utolsó, befejezetlen regénye, a Messiás.
A The Street of Crocodiles  és a Sanatorium Under the Sign of the Hourglass szerepelt a Penguin „Writers from the Other Europe" (Írók a másik Európából) című sorozatában az 1970-es évektől. Philip Roth volt a főszerkesztő és a sorozatban olyan szerzők szerepeltek, mint Danilo Kiš, Tadeusz Borowski, Jiří Weil és Milan Kundera.

## Feldolgozások
Schulz munkája két film alapjául szolgált. Wojciech Has Sanatorium pod klepsydrą című filmje (1973) tucatnyi történetéből merít és újrateremti írásainak álomszerű minőségét. A Quay fivérek 1986-os, 21 perces stop-motion animációs filmjét, a Street of Crocodilest Schulz írása ihlette.
1992-ben a Krokodilok utcája alapján készült kísérleti színházi darabot Simon McBurney tervezte és rendezte, és a Theater de Complicite készítette a londoni Nemzeti Színházzal (Royal National Theatre) együttműködve. A kép, a mozgás, a szöveg, a bábjáték, a tárgymanipuláció, a naturalista és stilizált előadás rendkívül összetett összefonódása Alfred Schnittke és Vlagyimir Martynov  zenéjével, Schulz történeteiből, leveleiből és életrajzából merített. Hat Olivier-díjra jelölték (1992-ben) a kezdeti megjelenést követően, és az ezt követő években négyszer élesztették újra Londonban és a brit színházi alkotók egész generációjára hatott. Ezt követően a világ minden táján játszott közönségnek és fesztiváloknak, mint például Quebec (Prix du Festival 1994), Moszkva, München (teatre der Welt 1994), Vilnius és sok más országban. Utoljára 1998-ban kelt életre, amikor New Yorkban (Lincoln Center Fesztivál) és az Egyesült Államok, Tokió és Ausztrália más városaiban játszották, majd visszatért Londonba, hogy egy 8 hetes teltházas évadot játsszon a Queens Theatre-ben a Shaftesbury Avenue-n.
2007-ben a fizikai színházi társulat, a Double Edge Theatre bemutatta a Republic of Dreams című darabot, amely Bruno Schulz életére és munkáira épül. 2008-ban a krakkói Zsidó Kultúra Fesztiválon mutatták be a Fahéjboltok című darabot Frank Soehnle rendezésében, a białystoki Bábszínház előadásában. Bruno Schulz írásaira és művészetére épülő előadás, az "From A Dream to A Dream" (Álomtól álomig) címmel a Hand2Mouth Theatre (Portland, Oregon) és a Teatr Stacja Szamocin (Szamocin, Lengyelország) együttműködésével jött létre Luba Zarembinska vezényletével 2006 között.

## Irodalmi hivatkozások
Cynthia Ozick 1987-es regénye, a The Messiah of Stockholm hivatkozik Schulz munkásságára. A történet egy svéd férfiról szól, aki meg van győződve arról, hogy ő Schulz fia, és birtokába kerül Schulz utolsó projektjének, a Messiásnak a kézirata. Schulz karaktere ismét feltűnik David Grossman izraeli regényíró 1989-es See Under: Love című regényében. A „Bruno” című fejezetben a narrátor elképzeli, hogy Schulz egy fantazmagorikus tengeri utazásra indul, ahelyett, hogy Drohobychban maradna, hogy megöljék.
Roberto Bolaño 1996-os, Estrella distante (Távoli csillag) című regényének utolsó fejezetében a narrátor, Arturo B a The Complete Works of Bruno Schulz (Bruno Schulz teljes művei) című könyvből olvas fel egy bárban, miközben arra vár, hogy megerősítse a náciszerű karakter, Carlos Wieder kilétét egy nyomozó számára. Amikor Wieder megjelenik a bárban, Schulz történeteinek szavai „...olyan szörnyű karaktert öltöttek, ami szinte elviselhetetlen volt” Arturo B számára.
Jerzy Ficowski lengyel író és kritikus hatvan évet töltött Schulz írásainak és rajzainak kutatásával és feltárásával. Tanulmánya, a Regions of the Great Heresy, angol fordításban jelent meg 2003-ban, és két további fejezetet tartalmazott a lengyel kiadáshoz; az egyik Schulz elveszett munkájáról, a Messiásról, a másik Schulz falfestményeinek újrafelfedezéséről szól.
China Miéville 2009-es, The City & the City című regénye John Curran Davis Schulz The Cinnamon Shops című művének fordításának epigráfiájával kezdődik: „A város mélyén úgyszólván kettős utcák nyílnak meg, kettős utcák, hamis és téves utcák”. Amellett, hogy Miéville regényében közvetlenül utal a városok kettős természetére, az epigráf utal a könyv politikai vonatkozásaira is, hiszen magát Schulzot is meggyilkolták, mert a város „rossz” negyedében jelent meg.
2010-ben Jonathan Safran Foer úgy "írta meg" a "Kódok fáját" (Tree of Codes), hogy Schulz "The Street of Crocodiles" angol nyelvű kiadásának lapjaira vágta, így új szöveget alkotott. 2011-ben az osztrák Rock and Roll Band "Nebenjob" kiadta a Wer erschoss Bruno Schulz (Ki lőtte le Bruno Schulzot?) című dalt, a költő előtt tisztelegve és a gyilkos vádjával. Schulz és A krokodilok utcája többször szerepel Nicole Krauss 2005-ös, The History of Love című regényében, amelyben Schulz (a holokausztot túlélő) változata mellékszerepet játszik.

## Falfestmény vita
2001 februárjában Benjamin Geissler német dokumentumfilm-rendező felfedezte azt a falfestményt, amelyet Schulz készített Landau számára. A lengyel természetvédők, akik elkezdték a helyreállítás aprólékos munkáját, tájékoztatták a Yad Vashem-et, az izraeli holokauszt-emlékhatóságot a leletekről. Ugyanezen év májusában a Jad Vasem képviselői Drohobychba mentek, hogy megvizsgálják a falfestményt. Öt töredéket eltávolítottak belőle, és Jeruzsálembe szállították.
Nemzetközi viták alakultak ki. A Yad Vashem azt mondta, hogy a falfestmény egyes részeit legálisan vásárolták meg, de az ingatlan tulajdonosa szerint ilyen megállapodás nem született, és a Yad Vashem a törvényi előírások ellenére sem kapott engedélyt az ukrán kulturális minisztériumtól. A Yad Vashem által a helyükön hagyott töredékeket azóta restaurálták és a lengyel múzeumok bejárása után ma a drohobychi Bruno Schulz Múzeum gyűjteményének részét képezik.
Az eset közfelháborodást keltett Lengyelországban és Ukrajnában, ahol Schulz kedvelt személy.
A vita 2008-ban egyezségre jutott, amikor Izrael elismerte az alkotásokat Ukrajna "tulajdonának és kulturális gazdagságának", és az ukrán Drohobychyna Múzeum beleegyezett abba, hogy a Yad Vashem hosszú távú kölcsönként megtartsa azokat. 2009 februárjában a Yad Vashem megnyitotta a falfestmények kiállítását a nagyközönség előtt.

## Könyvei magyarul
- Apám tűzoltó lesz – Európa, Budapest, 1969 · Fordította, utószó: Kerényi Grácia
- Fahajas boltok. Összegyűjtött elbeszélések (Sklepy cynamonowe) – Jelenkor, Pécs, 1998 · ISBN 9636761302 · Fordította: Galambos Csaba, Kerényi Grácia, Körner Gábor, Körtvélyessy Klára, Reiman Judit
- Fahajas boltok. Összegyűjtött elbeszélések; ford. Galambos Csaba et al.; 2. jav. kiad.; Jelenkor, Bp., 2016 · ISBN 978-963-676-578-1

## Fordítás
- Ez a szócikk részben vagy egészben  a   Bruno Schulz című angol Wikipédia-szócikk fordításán alapul.  Az eredeti cikk szerkesztőit annak laptörténete sorolja fel. Ez a jelzés csupán a megfogalmazás eredetét és a szerzői jogokat jelzi, nem szolgál a cikkben szereplő információk forrásmegjelöléseként.